# Айзекс, Айзек
Айзек Альфред Айзекс (англ. Isaac Alfred Isaacs; 6 августа 1855, Мельбурн, Виктория, Австралия — 11 февраля 1948, там же) — британский государственный и политический деятель, девятый генерал-губернатор Австралии с 21 января 1931 по 23 января 1936 года.

## Биография

### Молодые годы, семья и образование
Айзек Айзекс является сыном Альфреда Айзекса, портного еврейского происхождения из города Млава в Польше. В поисках поправления своего финансового состояния, Альфред покинул Польшу и дошёл до территорий, называющихся сейчас Германией, и провёл несколько месяцев в Берлине и Франкфурте. К 1845 году он дошёл до Парижа и прибыл на работу в Лондон, где встретился с Ребеккой Абрахамс, в 1849 году они поженились. После того, как известия о викторианской золотой лихорадке 1851 года достигли Великобритании, Айзекс решил эмигрировать. В июне 1854 года они отчалили из Ливерпуля и в сентябре прибыли в Мельбурн. Через некоторое время после прибытия, Айзекс переехал в коттедж с магазином на Элизабет-стрит в Мельбурне, где Альфред продолжил занятие пошивом. Исаак Альфред Айзекс родился в этом коттедже 6 августа 1855 года. Его семья переезжала в различные места по всему Мельбурну, и наконец в 1859 году они осели в Якандандахе в северной Виктории, неподалеку от друзей семьи. В это время Якандандах был центром золотодобычи с населением в 3 тысячи человек.
У Айзека Айзекса были три брата и сестры, Джон, впоследствии ставший адвокатом и член парламента Виктории, Кэролин и Ханна родились в Якандандахе. Другой брат, родился в Мельбурне, и сестра, родившаяся в Якандандахе, умерли в раннем возрасте. Его первое формальное школьное обучение прошло в небольшом частном учреждении около 1860 года. В восемь лет он выиграл приз школы по арифметике. Государственная школа в Якандандахе была открыта в 1863 году и Айзекс сразу поступил туда учиться. Здесь он преуспел в учёбе, особенно в арифметике и языках, хотя он часто прогуливал уроки, чтобы провести время в близлежащих горных лагерях. Чтобы помочь Айзексу получить лучшее и качественное образование, в 1867 году его семья переехала в соседний Бичуорт, где он поступил в общую школу, а потом в гимназию. Он преуспел в гимназии, став лидером уже в первом году и выиграв множество призов. Во втором году он работал неполный рабочий день в качестве помощника учителя в школе, и после школы обучал однокурсников. В сентябре 1870 года, когда Айзексу было всего 15 лет, он сдал экзамен на учителя и с тех пор преподавал в школе до 1873 года.
Во время работы в государственной школе, Айзекс впервые столкнулся с законами на неудачном судебном процессе в уездном суде в 1875году. Он оспаривал договоренность оплаты с директором своей школы. После возвращения к преподаванию в гимназии, он расширил свой интерес к законам; начал читать юридическую литературу и участвовать в судебных заседаниях.
В детстве Айзекс изучил и стал свободно владеть русским языком, на котором часто говорили его родители, а также английским и немецким. Позже Айзекс получил различные степени мастерства на итальянском, французском, греческом, хинди и китайском языках.

### Юридическая и политическая карьера
В 1875 году он переехал в Мельбурн и устроился работать в канцелярии протонотария в Юридическом отделе. В 1876 году, работая полный рабочий день, он изучал право в Университете Мельбурна, окончив его в 1883 году со степенью магистра юридических наук. 18 июля 1888 года он женился на Деборе «Дейзи» Джейкобс в доме её родителей в Сант-Килде. У них было две дочери, родившихся в 1890 и 1892 году. Первая дочь Марджори (миссис Дэвид Коэн), умерла в 1968 году, пережив сына Томаса Б. Коэна, вторая — Нэнси (миссис Сефтон Каллен). Леди «Дейзи» умерла в 1960 году в Боурале в штате Новый Южный Уэльс.
В 1892 году Айзекс был избран в Законодательное собрание штата Виктория от Либеральной партии. В 1893 году он стал заместителем министра юстиции. Он был членом от избирательного округа Богонг с мая 1892 до мая 1893 года и с июня 1893 по май 1901 года. В 1897 году он был избран в Конвент, разработавший Конституцию Австралии, где он поддерживал тех, кто выступал за более демократический проект. В 1899 году он стал королевским адвокатом.
В 1901 году Айзекс был избран в первый состав парламента Австралии в качестве важнейшего сторонника Эдмунда Бартона и его протекционистского правительства. Он был одним из группы заднескамеечников — более радикальных политиков, заслуживших неприязнь многих своих коллег за отчужденность и скорее самодовольное отношение к политике.
В 1905 году Альфред Дикин назначил Айзекса Генеральным прокурором, к 1906 году Дикин был заинтересован, чтобы оставить его вне политики, назначив его на место судьи Высокого суда Австралии. В Высоком суде он присоединился к Генри Хиггинсу, главе радикального меньшинства на суде в оппозиции к главному судье сэру Сэмюэлю Гриффиту. Он служил в суде в течение 24 лет. В 1928 году Айзекс стал Кавалером Ордена Святого Михаила и Святого Георгия за службу в Высоком суде.

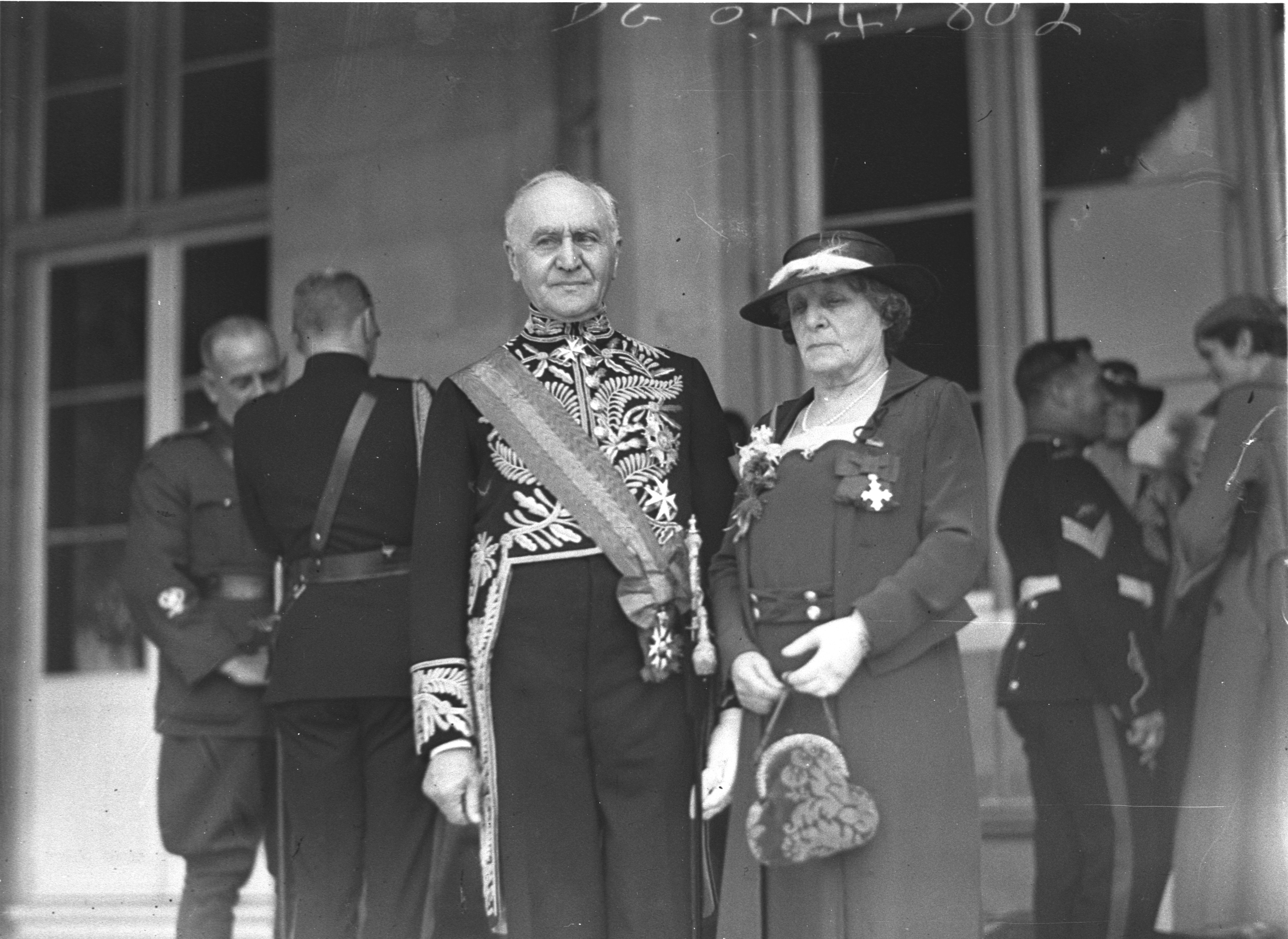
Азек Айзекс с женой Деборой, 1934 год

В 1930 году премьер-министр от лейбористов Джеймс Скаллин, назначил 75-летнего Айзекса главным судьей. Вскоре после этого, однако, Скаллин постановил назначить Айзекса на пост генерал-губернатора Австралии. Скаллин лично посоветовал королю Георгу V сделать назначение во время своей поездки в Европу в 1930 году. Король неохотно согласился, хотя его собственное предпочтение он отдавал фельдмаршалу сэру Уильяму Бидвуду, командиру АНЗАК во время Первой мировой войны. Айзекс согласился на сокращение заработной платы и отказался от своих официальных резиденций в Сиднее и Мельбурне. Хотя он был приведён к присяге в офисе Законодательного совета в Мельбурне, а не в здании парламента в Канберре, он был первым генерал-губернатор постоянно живущим в Доме правительства в Канберре. В апреле 1932 года Айзекс стал Кавалером Большого креста Ордена Святого Михаила и Святого Георгия. Срок его генерал-губернаторства подошёл к концу 23 января 1936 года, и он удалился в Викторию. В 1937 году он стал Кавалером Большого креста Ордена Бани.

### Оппозиция политическому сионизму
Айзекс был 81 год, когда в 1936 году закончилось его пребывание на политическом посту, но его общественная жизнь была далека от завершения. Он оставался активным ещё на одно десятилетие и часто писал о вопросах конституционного права. В 1940-х годах он стал втянутым в спор с еврейской общиной как в Австралии и на международном уровне о его откровенной оппозиции к сионизму. Его главным критиком был Юлиус Стоун. А Айзекс был поддержан раввином Яковом Данглоу и Гарольдом Боасом. Айзекс настаивал, что иудаизм был религиозной самобытностью, а не национальным или этническим компонентом. Он выступал против самого понятия еврейского государства в Палестине.
Айзекс различал сионизм культурный, политический и религиозный, отчасти потому, что он не любил национализм всех видов и видел сионизм как форму еврейского национального шовинизма и отчасти потому, что он видел сионистскую агитацию в Палестине как нелояльную Британской империи, которой он был верен. Когда в 1946 году сионистские террористы взорвали гостиницу «Царь Давид», он написал, что «честь евреев по всему миру требует отказа от политического сионизма». Айзекс заявлял, что:
Сионистское движение в целом стало продвигать собственную необоснованную трактовку Декларации Бальфура, и предъявлять требования, возбуждающие антагонизм в почти 400 миллионном мусульманском мире, тем самым угрожая безопасности нашей империи, ставя под угрозу мир и подвергая опасности некоторые из самых священных ассоциаций еврейских, христианских и мусульманских конфессий. Кроме присущей им несправедливости по отношению к другим, эти требования будут, я думаю, серьёзно и негативно влиять на общее положение евреев во всём мире.
Айзек Альфред Айзекс скончался 11 февраля 1948 года в Мельбурне, не дожив полгода до создания Государства Израиль.

## Память
В 1966 году в честь Айзекса был назван пригород Канберры. В 1973 году Айзекс был удостоен портрета на почтовой марке Почты Австралии.